# Real Talk
Albums de Fabolous
Street Dreams
(2003) From Nothin' to Somethin'
(2007)
Singles
1. Breathe
Sortie : 31 août 2004
2. Baby
Sortie : 24 mars 2005

Real Talk est le troisième album studio de Fabolous, sorti le 9 novembre 2004.
L'album s'est classé 2e au Top R&B/Hip-Hop Albums et 6e au Billboard 200 et a été certifié disque d'or par la Recording Industry Association of America (RIAA) le 13 décembre 2004.

## Liste des titres
| No  | Titre                                                                          | Auteur                                             | Contient un (des) sample(s) de                                                                                                | Durée |
| --- | ------------------------------------------------------------------------------ | -------------------------------------------------- | --- | ----- |
| 1.  | Exodus (Produit par Black Ice)                                                 |                                                    | | 1:25  |
| 2.  | Don't Stop Won't Stop (Produit par JV)                                         | J. Jackson, J. Alexander                           | Doggy Dogg World de Snoop Dogg featuring Kurupt, Daz Dillinger et les Dramatics                                               | 3:37  |
| 3.  | Real Talk (123) (Produit par Hotrunner)                                        | J. Jackson, D. Murchinson, T. Lovelace             | | 4:26  |
| 4.  | Gangsta (Produit par DJ Khaled)                                                | J. Jackson, K. Khaled                              | The Three Fates d'Emerson, Lake & Palmer                                                                                      | 3:42  |
| 5.  | Tit 4 Tat (featuring Pharrell – Produit par The Neptunes)                      | J. Jackson, P. Williams, C. Hugo                   | Hit the Drum de Scooter | 4:38  |
| 6.  | Baby (featuring Mike Shorey – Produit par Flame Throwers)                      | J. Jackson, D. Thornton                            | I Can't Help It de Michael Jackson Big Poppa de The Notorious B.I.G.                                                          | 4:55  |
| 7.  | Girls (Produit par Trackmasters)                                               | J. Jackson, S. Barnes, J.C. Olivier                | King of Rock de Run–DMC | 3:41  |
| 8.  | Church (featuring Charlie Murphy – Produit par Gerard Harmon et Keith Wilkins) | J. Jackson, G. Harmon, K. Wilkins, C. Murphy       | | 4:55  |
| 9.  | Can You Hear Me (featuring Jasmin Lopez – Produit par J.R. Rotem)              | J. Jackson, J. Rotem, J. Lopez                     | How Still My Love de Stevie Nicks I Ain't Mad at Cha de 2Pac featuring Danny Boy Miss U de The Notorious B.I.G. featuring 112 | 4:57  |
| 10. | Do the Damn Thang (featuring Young Jeezy – Produit par Reefa)                  | J. Jackson, J. Jenkins, S. Slater                  | | 4:23  |
| 11. | Holla at Somebody Real (featuring Lil' Mo – Produit par Reefa)                 | J. Jackson, C. Loving, S. Slater                   | Sukiyaki de A Taste of Honey P.S.K. - What Does It Mean? de Schoolly D                                                        | 3:47  |
| 12. | It's Alright (featuring Sean Paul – Produit par Just Blaze)                    | J. Jackson, J. Smith, S. Henriques                 | | 3:45  |
| 13. | Breathe (Produit par Just Blaze)                                               | J. Jackson, J. Smith                               | Crime of the Century de Supertramp                                                                                            | 4:28  |
| 14. | Young & Sexy (featuring Mike Shorey et Pharrell – Produit par The Neptunes)    | J. Jackson, P. Williams, C. Hugo                   | | 4:18  |
| 15. | Round and Round (Produit par Scott Storch)                                     | J. Jackson, S. Storch                              | | 3:40  |
| 16. | In My Hood (Produit par Dangerous)                                             | J. Jackson, H. Campbell, T. Crawford, P. Pitts     | | 5:19  |
| 17. | Ghetto (featuring Thara – Produit par Scott Storch)                            | J. Jackson, S. Storch, T. Prashad                  | | 4:16  |
| 18. | Po Po (featuring Nate Dogg et Paul Cain – Produit par J.R. Rotem)              | J. Jackson, K. Pratt, J.R. Rotem, P. Cain, N. Hale | | 4:39  |